# Marco Heinrichs
Marco Heinrichs (* 28. April 1974 in Köln) ist ein ehemaliger deutscher Eishockeyspieler, der auf der Position des Verteidigers spielte. In der Deutschen Eishockey Liga war er für die Kölner Haie aktiv.

## Karriere
Marco Heinrichs begann seine Profilaufbahn 1993 bei den Kölner Haien aus der Deutschen Eishockey Liga, mit denen er 1995 erster Titelträger der neuen DEL wurde. Zur Saison 1995/96 wechselte er zum EHC Neuwied in die 1. Liga, für die er die nächsten vier Spielzeiten die Schlittschuhe schnürte und in der Saison 1996/97 den DEB Ligapokal und die Meisterschaft der 1. Liga gewann. Letzteren Titel konnte er in der folgenden Saison mit der Mannschaft erfolgreich verteidigen. 
Zur Saison 1999/2000 ging er für den EC Bad Nauheim in der 2. Bundesliga aufs Eis und die folgenden zwei Spielzeiten für deren Ligakonkurrent ERC Ingolstadt. Nach dem Aufstieg von Ingolstadt spielte Heinrichs eine Saison in der Oberliga beim SC Mittelrhein-Neuwied und verbrachte die Saison 2003/04 beim EA Kempten und den Stuttgart Wizards. Seine Karriere beendete er 2004/05 beim EV Füssen.
Seit 2018 spielt er für den Hobbyverein Cologne Thunder Ducks in der Rheinland Hockey League.

## Erfolge und Auszeichnungen
- Meister der DEL 1994/95
- DEB-Ligapokalsieger 1997
- Meister der 1. Liga 1997
- Meister der 1. Liga 1998
- Vizemeister der 2. Bundesliga 2001/02